# Kanton La Trimouille
Der Kanton La Trimouille war bis 2015 ein französischer Wahlkreis im Arrondissement Montmorillon, im Département Vienne und in der Region Poitou-Charentes; sein Hauptort war La Trimouille. Vertreter im Generalrat des Départements war zuletzt von 2004 bis 2015 Hervé Vallet (DVD).
Der Kanton La Trimouille war 315,67 km² groß und hatte 3.209 Einwohner (Stand: 1999), was einer Bevölkerungsdichte von rund 10 Einwohnern pro km² entsprach. Er lag im Mittel 165 Meter über Normalnull, zwischen 87 Metern in Liglet und 204 Metern in Coulonges.

## Gemeinden
Der Kanton bestand aus acht Gemeinden:
| Gemeinde            | Einwohner Jahr | Fläche km² | Bevölkerungsdichte | Code INSEE | Postleitzahl |
| ------------------- | -------------- | ---------- | ------------------ | ---------- | ------------ |
| Brigueil-le-Chantre | 503 (2013)     | 53,79      | 9 Einw./km²        | 86037      | 86290        |
| Coulonges           | 258 (2013)     | 18,35      | 14 Einw./km²       | 86084      | 86290        |
| Haims               | 226 (2013)     | 32,25      | 7 Einw./km²        | 86110      | 86310        |
| Journet             | 349 (2013)     | 58,51      | 6 Einw./km²        | 86118      | 86290        |
| Liglet              | 325 (2013)     | 52,53      | 6 Einw./km²        | 86132      | 86290        |
| Saint-Léomer        | 180 (2013)     | 28,67      | 6 Einw./km²        | 86230      | 86290        |
| Thollet             | 162 (2013)     | 29,92      | 5 Einw./km²        | 86270      | 86290        |
| La Trimouille       | 921 (2013)     | 41,65      | 22 Einw./km²       | 86273      | 86290        |